# Vroni König-Salmiová
Vroni König-Salmi (* 9. červenec 1969, Wellington) je švýcarská reprezentantka v orientačním běhu. Jejím největším úspěchem jsou tři zlaté medaile ze štafet a sprintu na Mistrovství světa. V současnosti běhá za finský klub Turun Suunnistajat.